# Lipnik (dopływ Dunajca)
Lipnik (słow. Lipník) – potok lub niewielka rzeka, prawobrzeżny dopływ Dunajca. Płynie głęboką doliną oddzielającą Pieniny od Magury Spiskiej. Ma źródła na wysokości około 810 m na północnym stoku Horbáľovej w Magurze Spiskiej. Spływa krętym korytem w kierunku zachodnim przez miejscowości Stráňany, Wielki Lipnik, Haligowce i Czerwony Klasztor, gdzie uchodzi do Dunajca na wysokości 452 m. Długość Lipnika wynosi 15 km, powierzchnia zlewni 80,5 km², średni spadek 25 m/km.
Dolina Lipnika wyżłobiona została w obszarze pomiędzy warstwami fliszu budującego Magurę Spiską a osadowymi skałami Pienin. Dolina ta od dawna była ważnym szlakiem komunikacyjnym pomiędzy Węgrami i Polską. Płynący jej dnem Lipnik w Haligowcach podciął stoki Pienin tworząc stromą ścianę z licznymi skałami i jaskiniami, zwaną Haligowskimi Skałami. Poniżej Wielkiego Lipnika znajduje na nim niewielki wodospad.
Główne dopływy:
- lewobrzeżne (z Magury Spiskiej): Podháj, Veterný potok, Šoltysa, Lesniansky potok, Lorec;
- prawobrzeżne (z Pienin): Kýčerský potok, Šľachovský potok, Skalný potok, Plašná (Vápenický potok)[1].

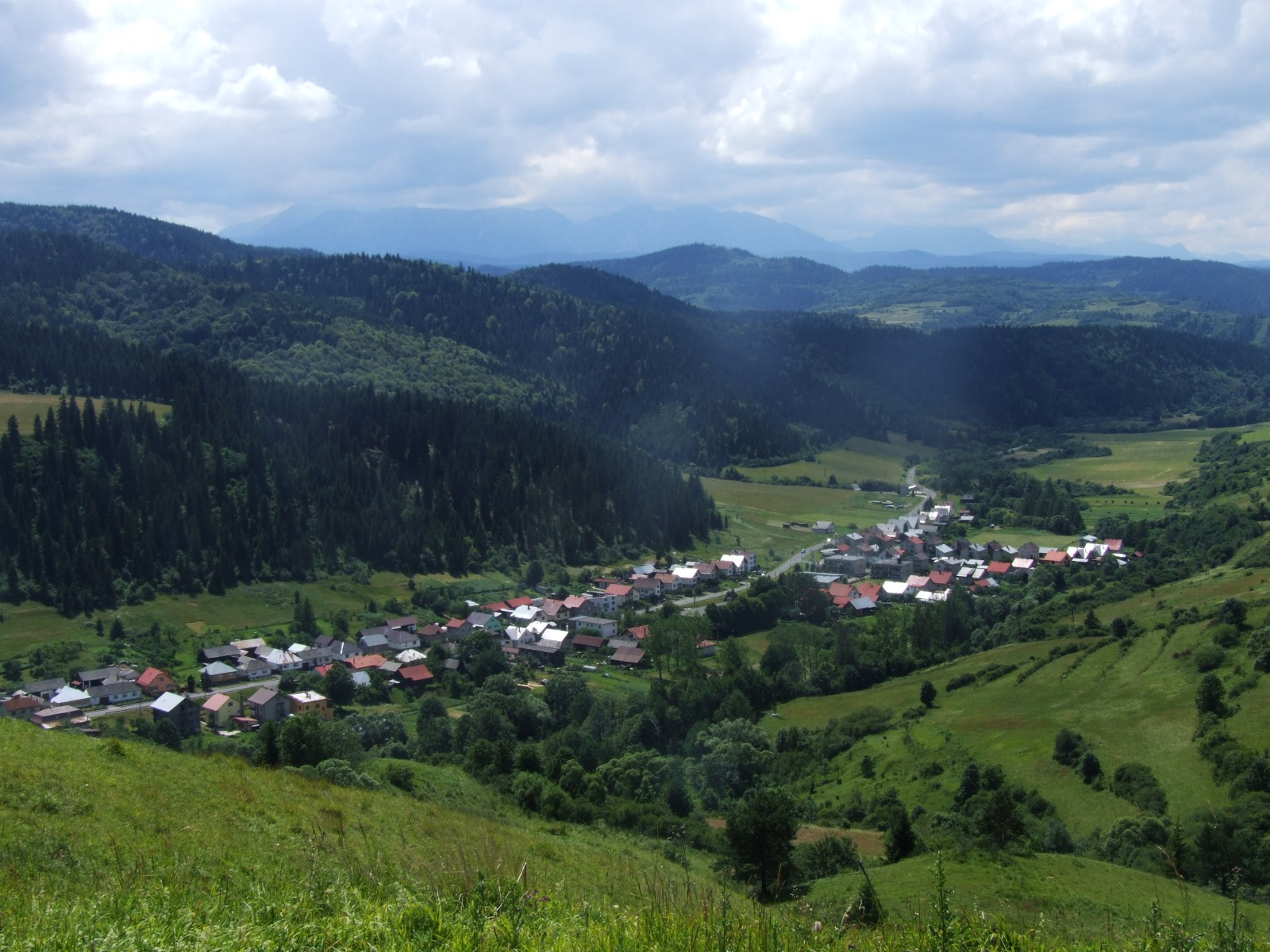
Dolina Lipnika i Magura Spiska, widok z Przełęczy pod Tokarnią